# Casino de Boulogne-sur-Mer
Le Golden Palace Casino de Boulogne-sur-Mer est un casino situé à Boulogne-sur-Mer, dans le département du Pas-de-Calais en région Nord-Pas-de-Calais.
On désigne par cette appellation aussi bien le premier casino, datant de 1825, que celui d’aujourd’hui.

## LePalais de Neptune(1825-1937)
Inauguré en 1825, le Palais de Neptune est le premier casino de Boulogne-sur-Mer. Le bâtiment de 50 m de façade sur 42 m de profondeur a été conçu par l'ingénieur Jules Marguet, à l'emplacement actuel du centre national de la mer Nausicaá.
Le casino fait également office d'établissement thermal. La ville le rachète en 1858 et l'agrandit quelques années plus tard en ajoutant une piscine (toujours présente aujourd'hui), une salle de spectacle et des logements. Insuffisant face au succès, le casino subit également une restructuration par l'architecte Albert Debayser (issu
des Beaux-Arts, il a également construit le Théâtre Monsigny). Le nouveau bâtiment est inauguré le 19 juin 1863.
À l’époque où Boulogne est l'une des stations balnéaires les plus prisées de France (notamment grâce à la mode des bains de mer), le casino rencontre un succès impressionnant, avec une forte clientèle anglaise (les jeux étant interdits en Angleterre et les Anglais préférant à l'époque prendre le bateau à Boulogne plutôt qu’à Calais pour venir en France).
Il est détruit dans un incendie le 21 août 1937.

## Le casino reconstruit (1960-1987)
La Seconde Guerre mondiale empêche sa reconstruction et ce qui reste du bâtiment disparaît sous les bombardements.
Consciente de la nécessité d'un tel établissement à Boulogne, la ville reconstruit un nouveau casino au même emplacement. Il est inauguré le 17 avril 1960. Imaginé par les architectes Marcel Bonhomme et Pierre Sonrel, son architecture est de style résolument moderne.
Exploité par La Nouvelle Société des Bains de mer, le nouveau bâtiment comporte tous les services que proposait l'ancien casino mais n'obtiendra jamais d'autorisation d'ouverture annuelle de ses salles de jeux, ce qui a empêché la restauration d'un établissement d'hydrothérapie. Malgré cela, le casino continue d'avoir un certain succès.
Ce casino est partiellement détruit en 1987 (conservation de la charpente et d'une partie de la structure), pour construire le centre Nausicaá qui ouvrira ses portes en 1991. Les salles de jeux sont transférées dans un bâtiment de la rue Félix-Adam, dans le centre-ville.

## Le casino Partouche (2008-2019)
Le casino Partouche a été inauguré le 16 mai 2008 place de la République dans le quartier de Capécure, un choix étonnant pour certains car ce quartier est davantage axé sur l’industrie que le tourisme. D'autres bâtiments de loisirs et de tourisme (hôtels, restaurants, cinéma, bowling, salle de spectacle, etc) sont prévus autour du casino depuis son ouverture, mais le casino reste seul, encore en 2016.
Il abrite une salle de jeux avec 75 machines à sous, une table de blackjack et une roulette anglaise mais également une salle de poker, un restaurant "Le Carré d'As" et une salle des fêtes.
Le casino rencontre un succès relativement important, malgré une baisse du nombre de visiteurs et du chiffre d'affaires depuis l'ouverture. Il continue néanmoins à rapporter beaucoup à la ville et à l'État.
Comme ses voisins, les casinos de Berck, du Touquet et de Calais, il est géré par le groupe Partouche.

## Le casino actuel (depuis 2019)
Inauguré le 10 juillet 2019 par le groupe Golden Palace qui a souhaité s’investir dans l’exploitation du Golden Palace Casino de Boulogne-sur-Mer pour qu’il devienne un lieu de divertissement incontournable.
Fort d’une expérience de plus de 55 ans, le groupe Golden Palace est devenu le leader belge des salles de jeux de casino en s’appuyant sur des valeurs simples, dont il n’entend pas s’éloigner. Golden Palace doit son succès à son engagement local. En effet, le groupe soutient aussi souvent que possible les organisations, évènements et associations caritatives locales.
La ville de Boulogne-sur-Mer est en pleine mutation depuis plusieurs années, afin de dynamiser la région. Les premières transformations ont déjà été amorcées notamment avec l’Axe Liane, projet majeur dans l’aménagement du territoire, qui a pour objectif de dynamiser et d’assurer le développement économique de la région. L’agglomération boulonnaise se réinvente avec une nouvelle offre de loisirs, touristique et culturelle à laquelle Golden Palace souhaite s’associer.
Acteur innovant dans les métiers du divertissement, l’ambition de Golden Palace est de faire du casino un lieu de divertissement incontournable plus ouvert sur la ville et sa région. Il doit constituer un point de fierté pour ses habitants et servir de moteur au renouveau économique déjà enclenché.

## Pour approfondir